# Barbara Adam
Barbara Elisabeth Adam (* 3. Mai 1945) ist eine britische Sozialwissenschaftlerin, die bis 2011 an der Cardiff University lehrte.

## Leben und Wirken
Adam, die ihre Schulbildung in Deutschland erhielt, studierte in Cardiff, wo sie nach einer Erziehungspause seit 1988 lehrte. Sie ist auf Studien über Zeittheorie spezialisiert, die sie mit einem besonderen sozialwissenschaftlichen Schwerpunkt betreibt. Um diesbezügliche Forschungen zu fördern, gründete sie 1992 die Zeitschrift Time & Society.
An der Ludwig-Maximilians-Universität München war Barbara Adam von 1999 bis 2000 die Inhaberin der Max-Weber-Professur.
Adam tritt für eine differenzierte Betrachtung des Phänomens der Zeit ein: „Die Zeit der Uhr ist ein räumlich teilendes, chronometrisches Maß. Sie misst Zeit, indem der Uhrzeiger die Rotation der Erde gegenüber der Sonne nachvollzieht und mit Zahlen versieht. Die Uhrenzeit als mentale, rationale menschliche Schöpfung ist abgekoppelt von der Evolution und der rhythmischen Choreographie unserer Welt, wo letztlich Alles mit Allem materiell und zeitlich vernetzt und verbunden ist.“

## Veröffentlichungen
- Future Matters. Action, Knowledge, Ethics. Brill, Leiden/Boston 2007, ISBN 978-90-04-16177-1.
- Time. (Polity Key Concepts Series) Polity Press, Cambridge, Malden, MA 2004, ISBN 0-7456-2777-3.
- Timescapes of Modernity. The Environment and Invisible Hazards. Routledge, London/New York 1998, ISBN 0-415-16274-2.
- Timewatch: The Social Analysis of Time. Polity Press, Cambridge 1995, ISBN 0-7456-1020-X.
  - deutsch: Das Diktat der Uhr. Übersetzung Frank Jakubzik. Suhrkamp, Frankfurt am Main 2005, ISBN 3-518-41678-2.
- Time and Social Theory. Polity Press, Cambridge 1990, ISBN 0-7456-1407-8.